# Eli and the Thirteenth Confession
Eli and the Thirteenth Confession ist das zweite Studioalbum der New Yorker Sängerin, Songwriterin und Pianistin Laura Nyro (1947–1997). Es erschien im März 1968 und war eines der frühen Konzeptalben der Pop-Geschichte.
In den damals „Billboard Pop Albums“ genannten Billboard-Top-200 brachte es die Platte lediglich auf Platz 181, verkaufte sich im Lauf des Jahres 1968 gleichwohl in rund 125.000 Exemplaren. Sie wurde schnell zum Insidertipp, vor allem bei Musikern und Radio-DJs, und gilt auch Jahrzehnte später noch als ein Meilenstein der Popmusik. Im Jahr 2002 wurde sie in einer erweiterten Fassung als CD auf Sonys Tochterlabel Legacy wiederveröffentlicht.

## Aufnahme
Die Studioaufnahmen erfolgten um den Jahreswechsel 1967/68, die endgültigen Fassungen der einzelnen Stücke entstanden zwischen dem 3. Januar und 15. Februar; veröffentlicht wurde die Platte am 3. März 1968 in den USA und etwas später in Großbritannien auf dem Columbia-Label. Alle Lieder darauf hat Laura Nyro selbst komponiert und gemeinsam mit dem Arrangeur Charlie Calello auch produziert. Die Titel Sweet Blindness und Stoned Soul Picnic hatte sie 1967 auch schon bei ihrer vorherigen Plattenfirma Verve aufgenommen, die diese auf der LP Soul Picnic veröffentlichen wollte; bevor dieses Album fertiggestellt war, trennte die Künstlerin sich jedoch von Verve und ihren bisherigen Managern.
Calello, den die Sängerin und Pianistin gerne schon bei ihrer ersten LP dabei gehabt hätte, war zu diesem Zeitpunkt erst 29 Jahre alt, hatte aber bereits eine ganze Reihe von Top-40-Hits produziert, darunter Rag Doll und Dawn (Go Away) von den Four Seasons, mit denen er bis 1966 neben Frankie Valli auch selbst aufgetreten war, Lightnin’ Strikes (Lou Christie), The Name Game (Shirley Ellis) und A Lover’s Concerto (The Toys). Calello erzählte später vom ersten Treffen mit Nyro und ihrem neuen Manager David Geffen im Vorfeld der Aufnahmesessions:

„Sie löschte bis auf ein paar Kerzen alle Lampen in ihrer Wohnung, setzte sich ans Klavier und spielte mir das gesamte neue Album von A bis Z vor. Als sie die Lampen wieder einschaltete, hatte ich Tränen in den Augen – es hatte mich völlig, völlig, völlig umgehauen. Zu David sagte ich: Ich muss diese Platte machen!“

Zu den Begleitmusikern auf der endgültigen Fassung gehören u. a. Hugh McCracken (Gitarre), Chet Amsterdam (Gitarre), Chuck Rainey (Bass), Joe Farrell (Saxofon, Flöte), Zoot Sims (Saxofon), Artie Schroeck (Schlagzeug), Bernie Glow (Trompete) und Jimmy Cleveland (Posaune), ganz überwiegend Jazz-Musiker.
Zu den technischen Besonderheiten dieser LP zählt, dass in den Columbia-Studios zwei brandneue 8-Spur-Aufnahmegeräte zur Verfügung standen; bis dahin waren vier Spuren Studiostandard. Da Nyro darauf bestand, die Background Vocals selbst zu singen, wozu sie mit ihrem Stimmspektrum von drei Oktaven auch in der Lage war, nahm Calello zunächst auf sechs Tonspuren ihren Hintergrundgesang auf, mischte diese dann auf zwei Spuren zusammen und hatte so noch genügend Platz für die Instrumentierung übrig. Auch der Verzicht auf fremde Hintergrundsänger war in der damaligen Zeit eine absolute Neuerung.
Ebenfalls 1968 noch sehr ungewöhnlich, setzte Manager Geffen gegenüber der Plattenfirma Nyros Wunsch durch, dem Album einen – zudem parfümierten – Einleger mit den Songtexten hinzuzufügen. Die im positiven Sinne als „dickköpfig“ geltende Laura Nyro war eine der ersten Frauen in der Popmusik, die sich aufgrund ihrer vielschichtigen Fähigkeiten (Komposition, Arrangement, Interpretation und Personalauswahl, selbst die Gestaltung ihrer Plattencover behielt sie in der Hand) und mit Hilfe Geffens eine erhebliche künstlerische Unabhängigkeit von der Plattenindustrie schaffen konnte. Schon als gerade 20-Jährige war sie nicht bereit, künstlerische Abstriche zugunsten eines am vorherrschenden Publikumsgeschmack („Middle-of-the-road“) orientierten, größeren kommerziellen Erfolgs zuzulassen. Entsprechend lange und kostspielig verliefen die Aufnahmen. Charlie Calello gab später an, dass Columbia seinerzeit normalerweise etwa 15.000 $ Produktionskosten für eine LP veranschlagte; Eli and the Thirteenth Confession kostete am Ende rund 36.000 $.
Nach der 1966 auf Verve veröffentlichten More Than a New Discovery war dies erst Nyros zweite Langspielplatte. Sie behandelt poptypische Themen wie Liebe und Leidenschaft, Drogen und den Tod; diese werden aber in einem musikalischen Crossover aus Elementen des Jazz, Soul, Blues und Gospel dargeboten, der alles andere als zeittypisch war. Die Kritik lobte insbesondere auch die lyrische Qualität der Texte. Drei der Titel wurden in Coverversionen große US-Hits: Eli’s Comin’ von Three Dog Night brachte es auf Platz 10, Stoned Soul Picnic und Sweet Blindness von den Fifth Dimension auf Platz 3 bzw. 13 der Popcharts. Noch im selben Jahr begann Nyro mit den Aufnahmen zu ihrer dritten LP, New York Tendaberry, die 1969 erschien.

## Konzept
Die Songs dieser LP verfolgen Stationen einer Reise von der Jugendzeit in das Erwachsensein, ein Konzept, das Laura Nyro von Anfang an beabsichtigt hatte: Ihre Lieder sollten „ein Musical mit einer zusammenhängenden Geschichte“ bilden. Dabei weist die Platte einen mindestens losen biographischen Bezug zu der erst 20-jährigen Autorin auf. Laura Nyro äußerte während der Aufnahmen gegenüber einer Freundin: „Wenn dieses Album fertig ist, wird meine Mutter genauestens wissen, wo ich überall gewesen bin.“
Die ersten Lieder beschreiben Szenen einer unschuldigen Kindheit, gehen über in die Neugierde und ersten Erfahrungen einer Heranwachsenden mit den Gefahren von Drogen und den Enttäuschungen über unaufrichtige Liebhaber und kulminieren am Ende der Platte in den Betrachtungen einer auch sexuell erwachsen gewordenen Frau. Liebe in ihren unterschiedlichen Ausprägungen (platonische Liebe, Agape, Eros und die Elternliebe) ist der „rote Faden“, der die einzelnen Songs zusammenhält. Die Texte sind in der Ich-Form geschrieben, bieten dem Zuhörer also nacheinander den Blick durch die Augen des Teenagers, der Heranwachsenden und der jungen Frau.
Dies ist zugleich Stilmittel und wenigstens partiell auch Autobiographie. So hat Laura Nyro tatsächlich gelegentlich Drogen konsumiert, wenn auch kein Kokain (wie in Poverty Train), sondern Alkohol und – beispielsweise auch bei einer einzelnen Aufnahmesession dieser LP – Haschisch. Auch die lyrische Darstellung freundschaftlicher, platonischer und sexueller Beziehungen und Empfindungen basiert auf den ihrer Biographin zufolge durchaus reichhaltigen Erfahrungen der Songautorin. Nyro wurde zwar nicht religiös erzogen, aber da ihr Vater katholischen und ihre Mutter jüdischen Glaubens war, besaß sie persönliche Kenntnisse beider Religionen und verwendete sie in ihren Texten in zahlreichen religiösen Metaphern und Anspielungen (siehe unten). Auch musikalisch, insbesondere in den wiederkehrenden Doo-Wop-, Jazz- und Soul-Elementen ihrer Kompositionen, weist die Platte starke Bezüge zu Nyros eigenem Leben als Teenager auf: A-cappella-Doo-Wop hat sie in den frühen 1960ern selbst öffentlich gesungen, ihr Vater war Jazztrompeter und insbesondere Soulsängerinnen (Patti LaBelle, The Orlons, Martha & the Vandellas und Nina Simone) gehörten zu ihren persönlichen Vorlieben.
Der Albumtitel („Eli und die dreizehnte Beichte“) greift dieses Konzept insofern auf, als er auf das Lied „Eli’s Comin’“ über einen gefährlichen, aber unwiderstehlichen Liebhaber anspielt und mit „Confession“ den dreizehnten und letzten Song der Vinyl-LP herausstellt. Auch die Plattenhülle spiegelt das Älterwerden der Ich-Erzählerin wider: Auf der Fotomontage der Plattencover-Rückseite küsst Laura Nyro eine jüngere Nyro auf den Kopf, wie Erwachsene manchmal ein Kind zum Abschied küssen. Sie selbst erklärte das Bild mit den Worten, sie verabschiede sich darauf von 17 Jahren ihres Lebens. Für Nyros Biographin Michele Kort hat dieses Album die „weibliche Sexualität auf eine Weise dargestellt, wie sie in der [weißen] Popmusik vorher kaum zu hören war: … getragen, provozierend und wissend.“

## Die Songs
Alle Songs stammen aus der Feder von Laura Nyro.
Seite 1
1. Luckie – 3:00
2. Lu – 2:44
3. Sweet Blindness – 2:37
4. Poverty Train – 4:16
5. Lonely Women – 3:32
6. Eli’s Comin’ – 3:58

Seite 2
1. Timer – 3:22
2. Stoned Soul Picnic – 3:47
3. Emmie – 4:20
4. Woman’s Blues – 3:46
5. Once it Was Alright Now (Farmer Joe) – 2:58
6. December’s Boudoir – 5:05
7. The Confession – 2:50

Luckie:
Ein mit einem swingenden Intro beginnendes Lied, mit diversen Nyro-typischen Tempowechseln, von der musikalischen Anmutung her eher ein Broadway- oder Jazz- als ein Popsong. Der Text beschreibt aus der Sicht eines Teenagers den männlichen Partner einer frühen Freundschaft, von Nyro hier wie in anderen Texten häufig als „Captain“ bezeichnet und – nomen est omen – ein „Glücksbringer“, mit dem sie die als „Devil“ personifizierten Probleme des Lebens meistern wird. Der Rhythmus verbreitet eine jugendliche „Quirligkeit“.
Lu:
Stilistisch und thematisch ähnlich zu Luckie, enthält dieser Titel zusätzlich Elemente des Soul und des Doo Wop. Auch hier besingt Nyro die ewig neue Erfahrung mit einem neuen Freund oder Liebhaber und umschreibt ihre Empfindungen sehr bildhaft: Ohne Lu ist die Welt kalt („Silver was the color, winter was a snowbell … living off the lovewell“), mit Luie hingegen warm („Amber was the color, summer was a flameride … walking on God’s good side“).
Sweet Blindness:
Einer der berühmtesten Songs aus ihrer Feder, bildet dieser Titel den Übergang von den eher schwärmerisch-naiven Jungmädchenerfahrungen hin zu den differenzierteren, teilweise düsteren Anklängen der folgenden Titel – und dieser Umschwung ist sogar mitten im Lied zu erkennen, wenn sie von der unbekümmerten, begeisterten („Down by the grapevine drink my daddy’s wine, get happy“), auch musikalisch am ehesten einem Popsong entsprechenden Schilderung eines alkoholischen und möglicherweise erotischen Abends mit Freunden („I’m a saloon and a moonshine lover“) zu einer nachdenklicheren, reuevollen Stimmung wechselt, aus der heraus sie bittet „Please don’t tell my mother … don’t let daddy hear it“.
Poverty Train:
Ein nahezu klassischer Blues-Teil eröffnet dieses Lied über die Gefahren harter Drogen („I swear there’s something better than getting off on sweet cocaine“). Der Vortrag ist geprägt vom Wechsel zwischen langen, getragenen A-cappella-Passagen und – atypisch für die „frühe Nyro“ – relativ üppig instrumentierten, rhythmisch starken und jazzigeren Abschnitten. Poverty Train war einer der drei Songs, die sie bereits 1967 beim Monterey Pop Festival live gesungen hatte.
Lonely Women:
Diesen Titel hätte man genauso gut in einer verräucherten Nachtbar der 1940er Jahre hören können: bluesig und entspannt vorgetragen, skizziert sie darin die Situation einsamer Frauen. Begleitet wird der Gesang von einem Saxophon, das der Jazzer Zoot Sims auf eine Weise spielt, die Laura Nyro gegenüber Down Beat mit den Worten beschrieb: „… man hört kaum die Luft herauskommen, nur ein paar kratzige, gebrochene Töne, die dem Lied seine Einsamkeit vermitteln“. Im letzten Drittel wechselt der Song unvermittelt in ein schnelleres Tempo mit einer kompletten Untermalung durch die Studio-Band, ohne dass der Text parallel dazu eine optimistischere Grundstimmung annimmt – eine sehr junge Frau bringt ihre (ersten?) romantischen Enttäuschungen zum Ausdruck. Diese Brüche und Widersprüche sind typisch für Nyros Musik der späten 1960er.
Eli’s Comin’:
Das tempostärkste Lied auf dieser LP mit einem vorwärtstreibenden Beat ist am passendsten als rockiger Gospelsong zu charakterisieren, wozu nicht nur die von Nyro selbst gesungenen Background Vocals beitragen. Textlich besingt sie einen gefährlichen, gleichwohl unwiderstehlichen Liebhaber: „Better hide your heart, girl … Walk but you never get away from the burn and the heartache“. Auch diese Aufnahme wechselt am Ende musikalisch abrupt Tempo und Stimmung. Preist sie Eli (die Kurzform von Elijah) anfangs wie einen nahenden Propheten, erkennt sie letztlich, dass er kommt, um sie auszuwählen, und fügt sich, auf die Knie gesunken, ergeben, aber nicht mehr euphorisch („He’s coming to get me, mama, I’m down on my knees“), dem, was da kommen wird – es bleibt dem Zuhörer überlassen, aus dieser Mischung zwischen religiösen und stark erotischen Anspielungen seine eigenen Schlüsse zu ziehen.
Timer:
Inhaltlich behandelt dieser Titel den Wettlauf der Menschen mit der Zeit und die Unvermeidbarkeit des Todes („Uptown goin’ down ole lifeline … God is a jigsaw timer“), auch wenn sie selbst einmal behauptet hat, sie habe diesen Song über ihre Katze geschrieben. Musikalisch erinnert das Intro an eine Art moderne Oper; Nyro singt im oberen Bereich ihrer drei Oktaven umfassenden Sopranstimme. Dann wechselt sie über eine im Stil von Barbra Streisand vorgetragene Broadway-Passage zu einem fröhlicheren Popsong mit Doo-Wop-Anklängen; gleichzeitig endet damit auch, stilistisch erneut mitten in einem Lied vorgenommen, der zweite konzeptionelle Teil des Albums mit seinen „dunkleren Schattierungen“.
Stoned Soul Picnic:
Entspannt und eingängig beschreibt dieses Lied eine ähnliche Situation wie in Sweet Blindness, diesmal aber aus einer größeren Lebenserfahrung heraus distanzierter und weniger reuevoll. Diese Komposition war dadurch ideales Material für den Middle-of-the-road-Tophit, den The Fifth Dimension in Zeiten des „Love and Peace“ später daraus machten, indem sie auch die von Laura Nyro hierin wiederum präsentierten musikalischen Brüche abschwächten.
Emmie:
In Emmie, der einzigen wirklich romantischen, leidenschaftlichen Ballade auf dieser LP, besingt Laura Nyro ein Mädchen mit den Worten „You are the natural snow, the unstudied sea, … you ornament the earth for me“, gefolgt von dem Neil Diamonds Hit Cherry Cherry entlehnten Refrain „She got the way to move me, Emmie“, das sie in einem späteren Remake durch „Mother, my friend, Daughter, my friend, Sister, my friend, Lover“ ersetzte. Nach Erscheinen des Albums wurde viel darüber spekuliert, ob der Text aus der Sicht eines Mannes geschrieben war, ob sie damit eine spezifische Person meinte (etwa die mit ihr befreundete Journalistin Ellen Sander) und so ihre sexuelle Orientierung andeutete oder ob dies eine Ehrung der ihr seelenverwandten Dichterin Emily Dickinson darstellen sollte. Die Autorin selbst äußerte auf eine entsprechende Frage, Emmie sei die Beschreibung des „ewig Weiblichen“.
Woman’s Blues:
Nach einem Intro, das so sphärisch klingt, als käme Nyros Stimme aus dem Jenseits, folgt eine in besonders hohen Tönen gesungene, sehr jazzige, drei unterschiedliche Taktlängen verwendende, sich in der Intensität steigernde und fremdartige Melodie – der für den durchschnittlichen Popmusikhörer musikalisch gewöhnungsbedürftigste Titel auf diesem Album. Im unmittelbaren Kontrast zum vorhergehenden Stück zeigt er die große Spannbreite ihrer Musikalität. Inhaltlich vergleichbar mit Lonely Women, geht sie hier mit dem Thema „enttäuschte Liebe“ gänzlich anders um: zwar bedauert sie den Verlust an Zärtlichkeiten („My lover’s mouth been so good to me“), aber „Baby don’t love me – shuffle cause another one [will] do“ zeigt die verlassene Frau souveräner, denn der Liebhaber hat viel mehr zu verlieren als sie selbst („Go live as long as an elephant but there won’t be more loving woman than me“).
Once It Was Alright Now (Farmer Joe):
Dieses Lied enthält in knapp drei Minuten derart viele unterschiedliche musikalische Stilelemente, dass es eine kleine Suite darstellt, die auch auf drei oder vier eigenständige Songs hätte verteilt werden können, „aber sie passen thematisch wie musikalisch zusammen“. Sich selbst bezeichnet die Protagonistin im Text als eine Frau mit ganz unterschiedlichen Eigenschaften: als böse, klug und einfühlend, ungeduldig und willensstark – eben als erwachsene, selbstbewusste Frau, die nicht mehr nur Spiegel oder Objekt männlicher Stimmungen ist.
December’s Boudoir:
Musikalisch ebenfalls alles andere als eingängig, bildet dieser Song inhaltlich wiederum einen Kontrapunkt zum vorherigen, fast, als hätte die Ich-Erzählerin bald nach der Enttäuschung mit Farmer Joe das große Glück gefunden – und wenn es sie auch nur einen Dezember lang wärmt. Sie deutet ihre Wünsche und Erwartungen nur an („I take my coffee in the morning and all your love, a spoonful or so make us grow“), zeichnet dabei eher ein Stimmungsbild von sich selbst, während der Mann in diesem Lied namenlos bleibt.
The Confession:
Mit diesem tempostarken Stück endet die LP. Als sei die Beziehung aus December’s Boudoir über den Winter hinaus eine intensivere geworden, äußert die nunmehr erwachsene Frau ihre Vorstellungen und Bedürfnisse sehr viel deutlicher („Do your shoppin’ baby, love my lovething, super ride inside my lovething“), bekennt gleichzeitig aber auch offen ihr Schuldbewusstsein. Der Widerspruch zwischen ihren sexuellen Bedürfnissen und den dazu konträren sittlichen Normen sowohl des väterlichen Katholizismus als des mütterlichen Judentums drückt sich darin aus, dass sie sich von ihren – nicht zum ersten Mal auf dieser Platte direkt angesprochenen – Eltern Absolution für das erhofft, was sie in allen 13 Songs gebeichtet (englisch to confess) hat. Sie selbst rechtfertigt dies mit den Worten „love is surely gospel“, also dass Liebe schließlich die Wahrheit und das Evangelium sei, aber sie hört dabei ihre Mutter weinen, während ihr Vater ihr aus dem Grab vergibt: „Little girl, of all the daughters you were born a woman not a slave“. Insofern kehrt die Protagonistin auch in ihre Kindheit zurück – oder verbleibt in ihr –, in der das Wort der Eltern Gewicht hatte, und der thematische Kreis des Albums schließt sich.
Der mehrfach ekstatisch vorgetragene, „für 1968 sicherlich revolutionäre“ Refrain dieses Titels war auch ein Jahrzehnt später noch aktuell: er erstand in Donna Summers 1976er Disco-Hit wieder auf: „Would you love to love me baby? I would love to love you baby“.

## Die CD-Version von 2002
Bonustracks
1. Lu (Demo) – 2:37
2. Stoned Soul Picnic (Demo)  – 3:37
3. Emmie (Demo) – 4:25

Eli and the Thirteenth Confession wurde im Sommer 2002, gut fünf Jahre nach Laura Nyros Tod, in einer erweiterten und dadurch rund elf Minuten längeren Remaster-Ausgabe auf Sonys Legacy-Label wiederveröffentlicht. Al Quaglieri zeichnet als Produzent verantwortlich.
Die CD enthält zusätzlich drei vorher unveröffentlichte Demoversionen von Lu, Stoned Soul Picnic und Emmie, die im November 1967 aufgenommen wurden und bei denen ausschließlich Nyros Gesang, ihr Klavierspiel und ihre eigenen, mehrstimmigen Hintergrundharmonien zu hören sind.
Das Booklet enthält die Songtexte, Fotos und weitere Angaben zu den Aufnahmen, dazu aus dem zeitlichen Rückblick umfangreiche Anmerkungen zur Einordnung der Platte in den musikalischen Kontext ihrer Entstehung.
Sony/Legacy hat zeitnah zudem auch Nyros dritte und fünfte LP (New York Tendaberry bzw. Gonna Take a Miracle) in vergleichbarer Ausstattung auf CD wiederveröffentlicht.

## Rezeption
Sowohl kurz nach seinem Erscheinen als auch noch Jahrzehnte später führte das Album zu teilweise überschwänglichen Reaktionen, sowohl bei Musikern als auch bei Rezensenten. Blood,-Sweat-&-Tears-Drummer Bobby Columby nannte es „fantastisch und eines der besten Popalben überhaupt“, Todd Rundgren fand, es sei „Musik, wie ich sie in dieser Aufrichtigkeit und emotionalen Tiefe vorher noch nicht gehört hatte …, nicht einfach ein Haufen Songs, sondern eine Oper“. Auch der Sprachwissenschaftler Andy Arleo nannte die LP „viel mehr als eine Sammlung einzelner Lieder. Die wiederkehrenden Themen und Bilder erschaffen ein schlüssiges, organisches Ganzes“.
Der Musikkritiker William Kloman schrieb in der New York Times vom 6. Oktober 1968: „Laura Nyro ist derzeit der führende musikalische Trendsetter. Am Jahresende könnte sie zudem der erfolgreichste sein.“ Die „Bibel der Jazzmusik“, Down Beat, bezeichnete Nyro einige Monate nach der Veröffentlichung als „eine der besten Jazzsängerinnen der zurückliegenden Jahre“. Auch später wurde insbesondere die für die Entstehungszeit richtungsweisende Qualität von Eli and the Thirteenth Confession betont, so von R.E.M.-Gitarrist Peter Buck („Ihre ersten vier LPs – nie hat jemand solche Musik geschaffen!“), Laura Nyros Kollegin Phoebe Snow („Leute, die sie im 21. Jahrhundert zum ersten Mal hören, glauben oft, sie sei eine neue, alternative Sängerin. Ihre Musik ist vollkommen zeitlos.“) oder den Rezensenten auf highbias.com („Eins der erstaunlichsten Alben aus den 1960er Jahren.“) und musicbox-online („Nyro mischte zahllose Stilrichtungen, um etwas zu erschaffen, das völlig vom Standard der Zeit abwich.“). Ähnlich die New York Times 1997: „Eli war eine der einflussreichsten Popaufnahmen der späten 1960er.“ Die Encyclopædia Britannica nennt Eli ein „cult-classic album“ und erwähnt sie als eine von nur zwei für die 1960er Jahre repräsentativen Singer-songwriter-LPs. Das Album wurde in die von Robert Dimery herausgegebene Aufstellung der 1001 Albums You Must Hear Before You Die aufgenommen. Sechs Songs von dieser LP – und damit mehr als von jeder anderen – finden sich auf der Kompilation Stoned Soul Picnic: The Best of Laura Nyro wieder, die Columbia unter Nyros maßgeblicher Beteiligung kurz vor ihrem Tod zusammenstellte.
Es gab aber auch kritische Töne, die – neben der Tatsache, dass es sich nicht um eine reine Pop-LP, sondern um einen Stil-Crossover handelt – möglicherweise die Diskrepanz zwischen der Begeisterung vieler Fachleute und dem relativ bescheidenen Erfolg der Platte an den Ladenkassen erklären helfen. So bemängelte die US-Ausgabe von Rolling Stone 1968, die rhythmischen Brüche seien zu häufig und Nyro missbrauche ihre Falsettstimme gelegentlich mit dem Effekt, dass „diese Techniken wie künstliche Mätzchen“ klängen und es dem Hörer erschwerten, das Album von Anfang bis Ende anzuhören. Andererseits konzedierte der Autor, dass die Zahl der starken Songs bei weitem überwiege und die Platte Nyros „eigenständiges und brillantes Talent, eine gute Stimme, großartiges musikalisches und sprachliches Gespür sowie eine Menge Stil“ zeige.
Auch in den 2003 und 2012 von der Redaktion zusammengestellten Listen der 500 besten Alben aller Zeiten fand die Platte keine Berücksichtigung. In der Ausgabe von 2020 erreichte Eli and the Thirteenth Confession Platz 463. Rolling Stone führte Eli and the Thirteenth Confession bereits 2014 in einer Liste von 40 Albums Baby Boomers Loved That Millennials Don’t Know auf, und 2017 gehörte Nyros zweite LP für die britische Tageszeitung The Telegraph zu den 50 Amazing Albums You’ve Probably Never Heard. 2016 wählte es die Zeitschrift Uncut auf Platz 100 der 200 besten Alben aller Zeiten.
Was die unmittelbaren musikalischen Auswirkungen der LP anbetrifft, haben insbesondere etliche weibliche Singer-Songwriter wie Carole King, Joni Mitchell, Rickie Lee Jones oder Rosanne Cash Nyros Vorreiterrolle für die eigene Karriere betont, ohne dies allerdings explizit und ausschließlich auf Eli and the Thirteenth Confession zu beziehen (siehe hierzu den Nyro-Artikel).